# Flautafell
Flautafell är ett berg i republiken Island. Det ligger i regionen Norðurland eystra, 400 km nordost om huvudstaden Reykjavík. Toppen på Flautafell är 522 meter över havet, eller 299 meter över den omgivande terrängen. Bredden vid basen är 4,8 km.
Trakten runt Flautafell är nära nog obefolkad, med mindre än två invånare per kvadratkilometer. Det finns inga samhällen i närheten. Omgivningarna runt Flautafell är i huvudsak ett öppet busklandskap.